# Gebrüder Dippe AG Hof IV

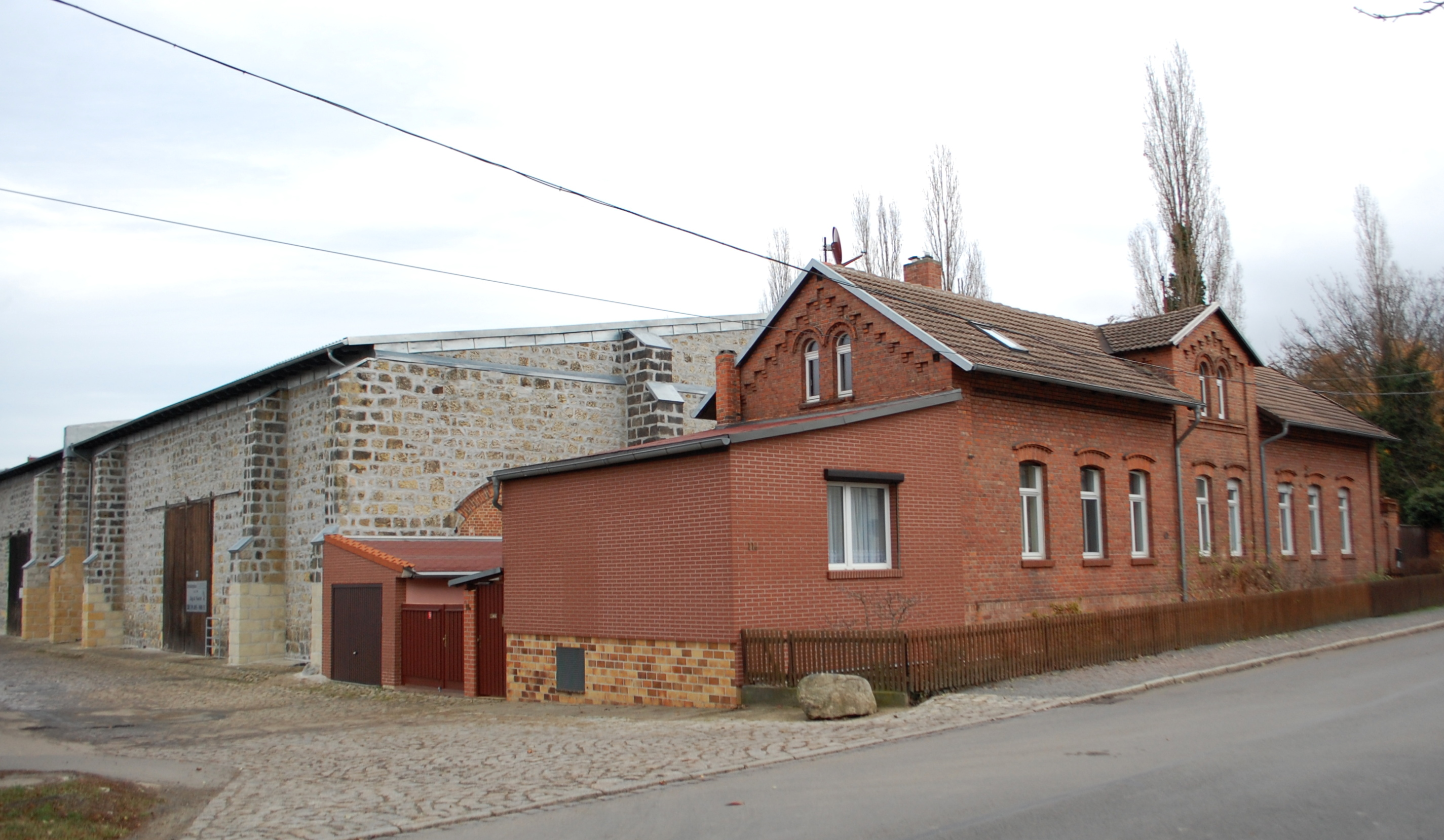
Badeborner Weg 11a

Das Anwesen Gebrüder Dippe AG Hof IV ist ein denkmalgeschützter Gebäudekomplex in der Stadt Quedlinburg in Sachsen-Anhalt.

## Lage
Das Areal befindet sich südöstlich der Quedlinburger Innenstadt an der Adresse Badeborner Weg 11a-d. Der Hof ist im Quedlinburger Denkmalverzeichnis unter der Erfassungsnummer 094 46294 als Vorwerk eingetragen.

## Architektur und Geschichte
Auf einem bereits zuvor in Nutzung befindlichen vorstädtischen Grundstück wurde im letzten Viertel des 19. Jahrhunderts das heute erhalten Wohnhaus errichtet. Der Backsteinbau ist streng symmetrisch gegliedert. Östlich des Wohnhauses befindet sich eine große im 19. Jahrhundert aus Quadersandsteinen errichtete Scheune.
Das Anwesen wird von der Stadt Quedlinburg als städtischer Bauhof genutzt. Die im Denkmalverzeichnis eingetragene Benennung als Gebrüder Dippe AG Hof IV verweist auf die ursprünglich bestehende Nutzung durch das Quedlinburger Saatzuchtunternehmen Gebrüder Dippe.